# Gryllus pennsylvanicus
Gryllus pennsylvanicus är en insektsart som beskrevs av Hermann Burmeister 1838. Gryllus pennsylvanicus ingår i släktet Gryllus och familjen syrsor. Inga underarter finns listade i Catalogue of Life.

## Bildgalleri

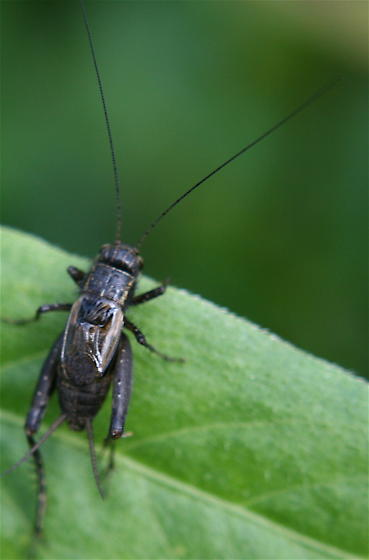
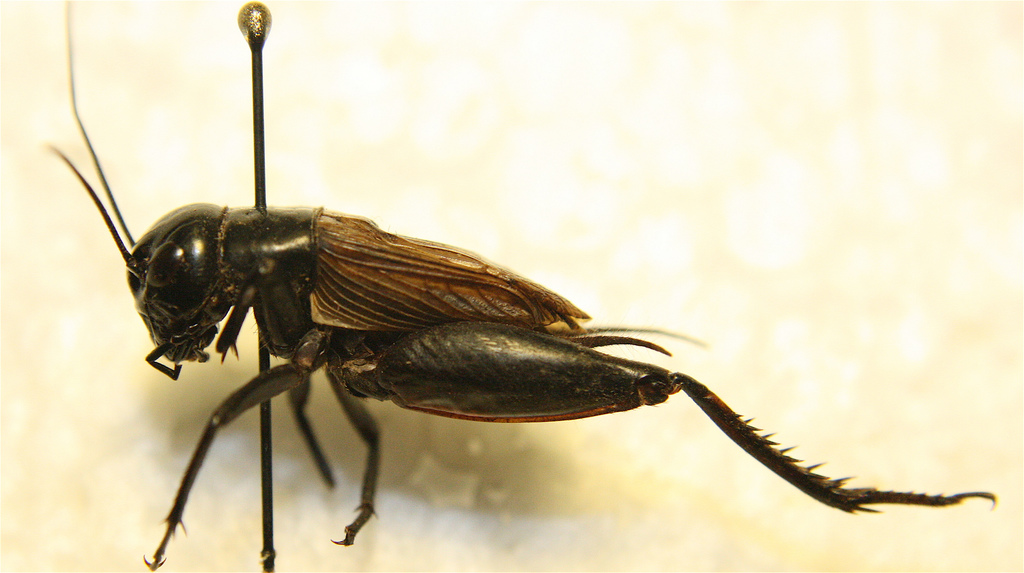
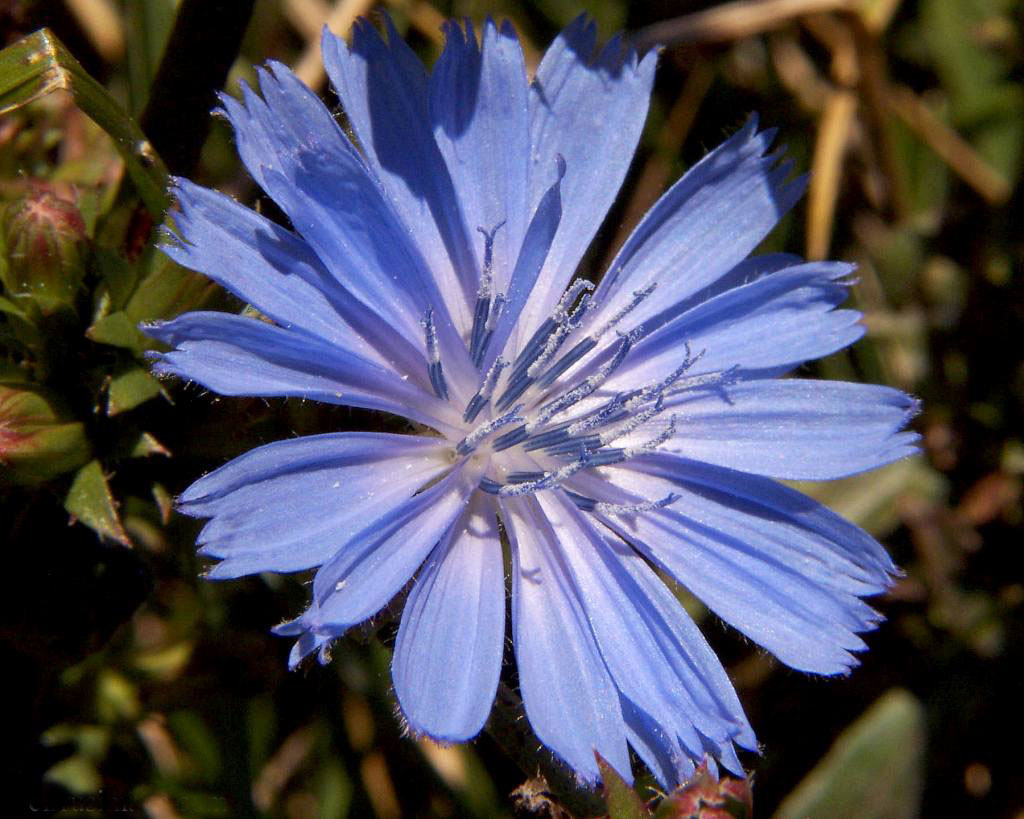